# Strada statale 323 Monte Amiata
La ex strada statale 323 di Monte Amiata (SS 323), nota anche come strada statale Amiatina ed ora strada provinciale 323 del Monte Amiata (SP 323) in provincia di Siena e strada provinciale 160 Amiatina (SP 160) in provincia di Grosseto, è una strada provinciale che si sviluppava interamente in territorio toscano, attraverso la provincia di Grosseto e quella di Siena.
Fu classificata strada statale nel 1962 e fu assunta in consegna dal compartimento ANAS di Firenze nel mese di novembre dello stesso anno. Dal 2001 viene gestita dalle province di Siena e Grosseto nei rispettivi tratti di competenza.

## Percorso
La strada ha origine distaccandosi dalla ex strada statale 2 Via Cassia nei pressi del ponte sul fiume Orcia, non lontana dalla località di Bagno Vignoni. Lungo il suo tracciato attraversa Castiglione d'Orcia e raggiunge il bivio per la stazione di Monte Amiata e per Montalcino.
Superando il fosso Ansitonia, la strada entra nella provincia di Grosseto e dopo circa cinque chilometri raggiunge Seggiano che viene attraversata perifericamente, lasciandosi il centro storico alla propria destra. Usciti dal paese, dopo quattro chilometri si arriva al bivio per Pescina e dopo un ulteriore chilometro si entra in Castel del Piano.
La strada a questo punto comincia a farsi impervia con numerose curve raggiungendo San Lorenzo ed Arcidosso (questo tratto è soggetto a lavori per migliorare la percorribilità) e prosegue verso sud fino al bivio per Santa Fiora, Piancastagnaio e Abbadia San Salvatore, posto in località Aiole.
Il tracciato puntando sempre verso sud, si lascia il monte Labbro a destra, proseguendo fino a Triana: da qui il percorso devia verso ovest, attraversando la parte meridionale della riserva naturale Pescinello.
Supera quindi il corso del fiume Albegna poco prima di attraversare Roccalbegna e puntando verso sud-est lambisce le sponde collinari orientali del monte Faete prima e dei Poggi Alti poi. Il tracciato attraversa quindi le frazioni di Santa Caterina, Murci e Poggioferro prima di incrociare la ex strada statale 322 delle Collacchie alle porte di Scansano. Segue un tratto in comune tra le due strade, durante il quale attraversano il centro abitato di Scansano, prima di dividersi nuovamente.
Il percorso si fa alquanto impervio con la presenza di curve a raggio ridotto e ponti a larghezza ridotta, in particolare nel tratto tra il centro abitato e il confine del territorio comunale. Dopo cinque chilometri si raggiunge la frazione di Pereta e, proseguendo con un buon numero di curve, raggiunge dopo altri sei chilometri Magliano in Toscana.
Il paese viene sfiorato all'esterno e con percorso pianeggiante la strada prosegue fino a superare il fiume Albegna una seconda volta, con il percorso che termina poche centinaia di metri dopo innestandosi sulla ex strada statale 74 Maremmana in località Barca del Grazi, non lontano da Albinia.
In seguito al decreto legislativo n. 112 del 1998, dal 2001 la gestione è passata dall'ANAS alla Regione Toscana che ha provveduto al trasferimento dell'infrastruttura al demanio della Provincia di Siena e della Provincia di Grosseto per le tratte territorialmente competenti.
Strada dal percorso tortuoso pressoché per tutta la sua estensione, è particolarmente apprezzata dai mototuristi, in virtù delle innumerevoli curve e dei paesaggi spettacolari che attraversa.

## Curiosità
Fino al 1965, come testimoniano le cartine stradali dell'epoca, gran parte della strada statale 323 del Monte Amiata era ancora col fondo stradale sterrato. Gli unici tratti asfaltati erano quello iniziale fino a Castiglione d'Orcia, da Seggiano alla località Aiole e quello finale da Magliano in Toscana alla SS 74. I tratti rimanenti, compreso quello centrale da Aiole a Magliano in Toscana, di oltre sessanta chilometri, erano costituiti da una massicciata fatta di pietrisco compresso.
In quegli anni, le precarie condizioni del fondo stradale furono oggetto di una serie di interrogazioni parlamentari, presentate dal deputato di zona Enea Piccinelli, nelle quali veniva evidenziata la mancanza delle necessarie condizioni di sicurezza per l'incolumità delle persone e l'integrità degli automezzi.
Dal 1965 ebbero inizio i lavori di ammodernamento dell'intero tracciato, che portarono alla sua completa asfaltatura e al miglioramento dei tratti più disagevoli. I primi ad essere appaltati furono quelli da Triana a Roccalbegna e da Castiglione d'Orcia al fosso Ansitonia; gli ultimi, quelli da Pereta a Magliano in Toscana e da Santa Caterina a Murci. I lavori vennero completati tra la fine degli anni sessanta e l'inizio del decennio seguente.
In occasione dell'alluvione di Grosseto del 4 novembre 1966, che rese impraticabile la strada statale 1 Via Aurelia, la 323 fu utilizzata dalle autocolonne di veicoli militari anfibi come percorso alternativo per raggiungere il capoluogo.